# Нова мисао
Покрет Нова мисао (позната и као Виша мисао) је духовни покрет који се удружио у САД почетком 19. века. Њени следбеници су је видели као наследницу „древне мисли”, акумулиране мудрости и филозофије различитих порекла, као што су старогрчка, римска, египатска, кинеска, таоистичка, ведска, хиндуистичка и будистичка култура и сродни системи веровања, првенствено у вези са интеракцијом између мисли, веровања, свести људског ума и њиховим ефектима унутар и изван људског ума. Иако се не може пратити директна хронологија, многе присталице Нове мисли у 19. и 20. веку тврдиле су да су директни потомци тих система.